# Allendale, Kalifornija
Allendale je naseljeno područje za statističke svrhe u američkoj saveznoj državi Kalifornija. Prema popisu stanovništva iz 2010. u njemu je živjelo 1,506 stanovnika.